# Leslie Notši
Leslie Notši est un footballeur puis entraîneur lésothien, né le 5 septembre 1964.

## Biographie
Il est nommé sélectionneur de l'équipe nationale de football du Lesotho en 2009, puis, devient en janvier 2014, entraîneur du United FC (en). Il dirige depuis juillet 2014 le Garankuwa United FC (en).